# Студентски лист Индекс
Студентски лист Индекс је једини студентски и омладински часопис у Војводини, са историјом дугом више од пола века.
Циљну групу према којој је Индекс усмерен чине студенти, омладина, средњошколци, професори и други научни радници, као и припадници интелектуалне групације људи средње старосне доби. На 13 факултета Новосадског универзитета  студира око 40.000 студената и око 15.000 студената на 10-ак виших школа. Такође, Индекс је интересантан и за веома бројну популацију средњошколаца, што уз број младих који се нису определили за студије чини импонзантну бројку од око 200.000 потенцијалних читалаца. Индекс је право место са којег ће се чути реч и постављати питања младих људи.
Циљ Индекса је да објективним информисањем студената и остале јавности о свим дешавањима на Универзитету и у друштву допринесе јавности рада свих институција и органа, слободи изражавања и плурализму мишљења, заштити права студената и омладине, права националних мањина, као и изградњи цивилног друштва.
Часопис Индекс је основан 1958. године. Више пута је забрањиван и укидан, а дуго времена био је један од најутицајнијих листова у Војводини.
Часопис „Индекс“ после укидања 1974. године поново је почео да излази 1988. али под именом „Гаудеамус“ јер није било дозвољено да се зове „Индекс“. Часопис је излазио месечно и штампао се у „Гласу Славоније“ у Осијеку,  јер новосадски „Дневник“ није желео да штампа лист а других штампарија није било. После годину дана излажења лист је успео да промени име у „Индекс“ и као такав је излазио до 1991. До задњег дана се штампао у штампарији „Гласу Славоније“. „Индекс“ је престао да излази одлуком оснивача – Савеза студената у којем су седели пионири СПС-а.
У оснивачкој „екипи“ листа су били Борислав Новаковић, Владислава Гордић, Небојша Кузмановић, Небојша Радић, Драгољуб Перковић, Саша Јовановић...
У новијој историји Индекс је од 1991-1993 излазио двонедељно и био водећи војвођански недељник. Након тога власт је почела да гуши Индекс и после учесталих покушаја онемогућавања рада и обијања просторија, 14. јуна 1998. редакција је избачена из просторија у којима је налазила од 1974. године. Тада је и уништена сва документација часописа, а сва опрема и намештај одузети.
Због неспоразума са ранијим оснивачем и ограничавања права на слободу писане речи, пре свега због критиковања критичког карактера часописа, Индекс је запао у финансијске проблеме и последњи број је урађен почетком децембра 1999. године. СИИЦ Нови Сад настао је почетком 1999. као израз потребе редакције Индекса да се због злогласног Закона о информисању студентска реч и глас артикулишу у правом смеру. СИИЦ је независна и непрофитабилна организација која није под патронатом нити једне организације или институције која би могла да утиче на њен рад. Услед промена у друштву створени су повољнији услови и Индекс је поново почео са радом. Ново руководство Универзитета у Новом Саду на захтев редакције Индекса донело је одлуку о преносу оснивачких права на Студентски информативно-издавачки центар Нови Сад. Индекс сада поново излази са великим ентузијазмом, а његови новинари су признати и у војвођанским оквирима познати млади новинари.
|  |  |  |  |
|  |  |  |  |
|  |  |  |  |
|  |  |  |  |

Званична интернет страна часописа је www.index.org.rs.